# Melvyn Lorenzen
Melvyn Lorenzen, né le 26 novembre 1994 à Londres en Angleterre, est un footballeur international ougandais. Il évolue au poste d'ailier au BG Pathum United.

## Carrière

### En sélection
Melvyn Lorenzen honore sa première sélection le 31 mai 2016 lors d'un match amical contre le Zimbabwe (défaite 2-0).

## Statistiques
| Saison                | Club                  | Championnat           | Championnat | Championnat | Coupe(s) nationale(s) | Coupe(s) nationale(s) | Ouganda | Ouganda | Total | Total |
| Saison                | Club                  | Division              | M.          | B.          | M.                    | B.                    | M.      | B.      | M.    | B.    |
| 2013-2014             | Werder Brême          | Bundesliga            | 2           | 0           | 0                     | 0                     | -       | -       | 2     | 0     |
| 2014-2015             | Werder Brême          | Bundesliga            | 3           | 1           | 0                     | 0                     | -       | -       | 3     | 1     |
| 2015-2016             | Werder Brême          | Bundesliga            | 9           | 0           | 0                     | 0                     | 1       | 0       | 10    | 0     |
| 2016-2017             | Werder Brême          | Bundesliga            | 0           | 0           | 0                     | 0                     | -       | -       | 0     | 0     |
| Total sur la carrière | Total sur la carrière | Total sur la carrière | 14          | 1           | 0                     | 0                     | 1       | 0       | 15    | 1     |